# Yves Berlioux
Pour les articles homonymes, voir Berlioux.
Yves Berlioux, né le 13 février 1957 à Bourg d'Oisans, est un coureur cycliste français.

## Biographie
En 1983, il est sélectionné en équipe de France pour participer au Tour de l'Avenir. L'année suivante, il termine notamment septième du Tour du Vaucluse, course ouverte aux amateurs et aux professionnels.

## Palmarès sur route
- 1981
  - 2e du Grand Prix du Faucigny
  - 3e du Tour du Gévaudan
- 1983
  - 3e du Tour du Gévaudan
- 1986
  - 2e du Tour du Chablais

## Palmarès en VTT

### Championnats du monde
- Métabief 1993
  -  Médaillé de bronze du cross-country vétérans